# Discografia delle Girls Aloud
Questa pagina contiene la discografia delle Girls Aloud, composta da tutte le pubblicazioni ufficiali del gruppo musicale pop britannico. Le loro pubblicazioni sono uscite per le etichette discografica Polydor e Fascination.

## Album

### Album in studio
| Anno | Titolo                           | Classifiche | Classifiche | Classifiche |
| Anno | Titolo                           | Regno Unito | Irlanda     | Paesi Bassi |
| ---- | -------------------------------- | ----------- | ----------- | ----------- |
| 2003 | Sound of the Underground         | 2           | 6           | 53          |
| 2004 | What Will the Neighbours Say?    | 6           | 12          | —           |
| 2005 | Chemistry                        | 11          | 31          | —           |
| 2006 | The Sound of Girls Aloud         | 1           | 9           | —           |
| 2007 | Tangled Up                       | 4           | 25          | —           |
| 2007 | Mixed Up                         | 56          | —           | —           |
| 2008 | Out of Control                   | 1           | 7           | —           |
| 2008 | Girls A Live                     | 29          | —           | —           |
| 2009 | Out of Control: Live from the O2 | —           | —           | —           |
| 2012 | Ten                              | 9           | 17          | —           |

### Album dal vivo
| Anno | Titolo                           | Classifiche | Classifiche | Classifiche |
| Anno | Titolo                           | Regno Unito | Irlanda     | Paesi Bassi |
| ---- | -------------------------------- | ----------- | ----------- | ----------- |
| 2008 | Girls A Live                     | 29          | —           | —           |
| 2009 | Out of Control: Live from the O2 | —           | —           | —           |

### Raccolte
| Anno | Titolo                   | Classifiche | Classifiche | Classifiche |
| Anno | Titolo                   | Regno Unito | Irlanda     | Paesi Bassi |
| ---- | ------------------------ | ----------- | ----------- | ----------- |
| 2006 | The Sound of Girls Aloud | 1           | 9           | —           |
| 2012 | Ten                      | 9           | 17          | —           |

## Singoli
| Anno | Singolo                        | Classifiche | Classifiche | Classifiche | Classifiche      | Classifiche | Classifiche | Classifiche       | Classifiche | Classifiche | Classifiche   | Album                         |
| Anno | Singolo                        | Regno Unito | Irlanda     | Paesi Bassi | Belgio (Fiandre) | Svizzera    | Australia   | Belgio (Vallonia) | Svezia      | Francia     | Nuova Zelanda | Album                         |
| ---- | ------------------------------ | ----------- | ----------- | ----------- | ---------------- | ----------- | ----------- | ----------------- | ----------- | ----------- | ------------- | ----------------------------- |
| 2002 | Sound of the Underground       | 1           | 1           | 10          | 13               | 25          | 31          | 35                | 39          | 55          | —             | Sound of the Underground      |
| 2003 | No Good Advice                 | 2           | 2           | 23          | 45               | —           | —           | —                 | —           | —           | —             | Sound of the Underground      |
| 2003 | Life Got Cold                  | 3           | 2           | —           | 14               | —           | —           | —                 | —           | —           | —             | Sound of the Underground      |
| 2003 | Jump                           | 8           | 2           | 9           | —                | 13          | —           | —                 | —           | —           | 3             | What Will the Neighbours Say? |
| 2004 | The Show                       | 2           | 5           | —           | —                | —           | —           | —                 | —           | —           | —             | What Will the Neighbours Say? |
| 2004 | Love Machine                   | 2           | 9           | 52          | —                | —           | —           | —                 | —           | —           | —             | What Will the Neighbours Say? |
| 2004 | I'll Stand by You              | 1           | 3           | 85          | —                | —           | —           | —                 | —           | —           | —             | What Will the Neighbours Say? |
| 2005 | Wake Me Up                     | 4           | 6           | —           | —                | —           | —           | —                 | —           | —           | —             | What Will the Neighbours Say? |
| 2005 | Long Hot Summer                | 7           | 16          | —           | —                | —           | —           | —                 | —           | —           | —             | Chemistry                     |
| 2005 | Biology                        | 4           | 7           | —           | —                | —           | 26          | —                 | —           | —           | —             | Chemistry                     |
| 2005 | See the Day                    | 9           | 14          | —           | —                | —           | —           | —                 | —           | —           | —             | Chemistry                     |
| 2006 | Whole Lotta History            | 6           | 18          | —           | —                | —           | —           | —                 | —           | —           | —             | Chemistry                     |
| 2006 | Something Kinda Ooooh          | 3           | 7           | —           | —                | —           | —           | —                 | —           | —           | —             | The Sound of Girls Aloud      |
| 2006 | I Think We're Alone Now        | 4           | 11          | —           | —                | —           | —           | —                 | —           | —           | —             | The Sound of Girls Aloud      |
| 2007 | Walk This Way con le Sugababes | 1           | 14          | —           | —                | —           | —           | —                 | —           | —           | —             | Singolo di beneficenza        |
| 2007 | Sexy! No No No...              | 5           | 11          | —           | —                | —           | —           | —                 | —           | —           | —             | Tangled Up                    |
| 2007 | Call the Shots                 | 3           | 11          | —           | —                | —           | —           | —                 | —           | —           | —             | Tangled Up                    |
| 2008 | Can't Speak French             | 9           | 13          | —           | —                | —           | —           | —                 | —           | —           | —             | Tangled Up                    |
| 2008 | The Promise                    | 1           | 2           | —           | —                | —           | —           | —                 | —           | —           | —             | Out of Control                |
| 2009 | The Loving Kind                | 10          | 16          | —           | —                | —           | —           | —                 | —           | —           | —             | Out of Control                |
| 2009 | Untouchable                    | 11          | 19          | —           | —                | —           | —           | —                 | —           | —           | —             | Out of Control                |
| 2012 | Something New                  | 2           | 4           | —           | —                | —           | —           | —                 | —           | —           | —             | Ten                           |
| 2012 | Beautiful 'Cause You Love Me   | 97          | 80          | —           | —                | —           | —           | —                 | —           | —           | —             | Ten                           |

### Altre canzoni in classifica
| Anno | Canzone                | Classifiche | Classifiche | Note |
| Anno | Canzone                | Regno Unito | Irlanda     | Note |
| ---- | ---------------------- | ----------- | ----------- | --- |
| 2008 | Theme to St. Trinian's | 51          |             | Canzone inclusa nella colonna sonora del film St. Trinian's entrata in classifica pur non essendo stata pubblicata come singolo ufficiale, grazie alle vendite online. |

## Album video
- 2003— No Good Advice
- 2005— Girls on Film
- 2007— Style